# Übersyren
Übersyren (en luxemburguès: Iwwersiren) és una vila de la comuna de Schuttrange del districte de Luxemburg al cantó de Luxemburg. Està a uns 10,9 km de distància de la Ciutat de Luxemburg.